# Municipio de Balsam (condado de Itasca)
El municipio de Balsam (en inglés: Balsam Township) es un municipio ubicado en el condado de Itasca en el estado estadounidense de Minnesota. En el año 2010 tenía una población de 550 habitantes y una densidad poblacional de 2,55 personas por km².

## Geografía
El municipio de Balsam se encuentra ubicado en las coordenadas 47°29′23″N 93°24′41″O / 47.48972, -93.41139. Según la Oficina del Censo de los Estados Unidos, el municipio tiene una superficie total de 215.87 km², de la cual 187,75 km² corresponden a tierra firme y (13,03 %) 28,12 km² es agua.

## Demografía
Según el censo de 2010, había 550 personas residiendo en el municipio de Balsam. La densidad de población era de 2,55 hab./km². De los 550 habitantes, el municipio de Balsam estaba compuesto por el 96,91 % blancos, el 1,09 % eran amerindios, el 0,18 % eran asiáticos, el 0,18 % eran de otras razas y el 1,64 % eran de una mezcla de razas. Del total de la población el 0,18 % eran hispanos o latinos de cualquier raza.